# Polyancistrus serrulatus
Polyancistrus serrulatus är en insektsart som först beskrevs av Ambroise Marie François Joseph Palisot de Beauvois 1805.  Polyancistrus serrulatus ingår i släktet Polyancistrus och familjen vårtbitare.

## Underarter
Arten delas in i följande underarter:
- P. s. oreiotes
- P. s. serrulatus